# Лазич, Дарко
Да́рко Ла́зич (серб. Дарко Лазић; 19 июля 1994, Смедеревска-Паланка, Союзная Республика Югославия) — сербский футболист, защитник.

## Карьера

### Клубная
Воспитанник белградской «Црвены Звезды».
За основную команду защитник дебютировал в матче последнего тура сезона 2012/13 против «Войводины». 18 июля 2013 года, выйдя в стартовом составе в матче второго квалификационного раунда Лиги Европы 2013/14 против исландского «ИБВ», Дарко провёл первую игру в еврокубках.
2 ноября 2013 года Лазич сыграл в своём первом дерби с «Партизаном». Защитник был удалён в компенсированное арбитром время, однако это не повлияло на исход матча. В первом круге сезоне 2013/14 Лазич сыграл в 9 матчах за «Црвену Звезду», на вторую часть чемпионата защитник был отдан в аренду в «Спартак» из Суботицы, и отыграл там 6 матчей.
Летом 2014 года Дарко возвратился в Белград и стал основным центральным защитником «звездашей» в сезоне 2014/15.
23 июня 2015 года подписал контракт с российским клубом «Анжи» на четыре года.

### В сборной
Выступал за юношеские сборные Сербии до 17 и до 18 лет.

## Достижения
«Црвена Звезда»
- Чемпион Сербии: 2013/14